# Charles Papeians de Morchoven
Le baron Charles-Antoine-Stéphane-Marie-Ghislain Papeians de Morchoven dit van der Strepen est un aristocrate et diplomate belge, maître des cérémonies honoraire et grand maréchal honoraire de la Cour de Belgique, né le 30 septembre 1878 à Bruxelles, y décédé le 31 mars 1966.

## Biographie

### Origine et jeunesse
Il naît dans la branche puînée de l'ancienne famille Papeians de Morchoven, fils du Baron Adolphe Papeians de Morchoven et de Marie Alves Machado de Andrade de Carvalho. Il épouse, en 1912, Joaquina Vieira Monteiro, fille du Chevalier Francisco Vieira Monteiro, ambassadeur du Brésil et Chambellan de l'Empereur Pedro II, et Joaquina de Freitas Amorim de Santa Vitoria.

### Un diplomate
Après sa mission en tant que secrétaire de première classe et secrétaire de légation auprès du Portugal, il fut nommé, en 1913, secrétaire de légation près S.M. le Roi d'Italie.

### Règne du Roi Léopold III
Le 25 septembre 1934, par arrêté royal signé de la main de Léopold III, il devint Maître des Cérémonies à la Cour, succédant ainsi au Comte Maurice de Patoul. Alors âgé de 53 ans, sa longue carrière diplomatique en tant qu'envoyé extraordinaire et ministre plénipotentiaire de première classe, ainsi que ses 8 ans (1926-1934) à exercer les responsabilités du chef de protocole au Ministère des Affaires Étrangères faisait de lui la personne idéale pour le poste de Maître des Cérémonies.

### Régence du Prince Charles
Le 13 décembre 1946, le Prince Charles officialise sa nomination en tant que Grand Maréchal de la Cour, celui-ci succédant de ce fait au Comte Louis Cornet d'Elzius de Ways Ruart. Selon les archives du Palais Royal, il avait en réalité commencé à assumer les responsabilités du département du Grand Maréchal dès le début de la Régence, en septembre 1944.
Il reste au service du Palais pendant l'entièreté de la régence, ses responsabilités étant reconduites malgré son grand âge, ce qui ne l'empêcha pas d'exercer ses tâches. Au retour du Roi Léopold III, il quitta ses fonctions tout en conservant le titre honorifique de son grade, et eu pour successeur au département du Grand Maréchal le Prince Amaury de Mérode.

## Honneurs

### Ordres belges
- Commandeur de l'ordre de Léopold
- Grand-croix de l'ordre de la Couronne[5]
- Grand-croix de l'ordre de Léopold II[6]

### Ordres étrangers
- Grand-croix de l'ordre souverain de Malte[7]